# Fußball-Verbandspokal 2011/12
Über den Fußball-Verbandspokal 2011/12 wurden die Teilnehmer der 21 Landesverbände des DFB am DFB-Pokal 2012/13 ermittelt. Die Sieger der Verbandspokale waren zur Teilnahme an der ersten Runde des DFB-Pokals berechtigt. Die drei Landesverbände mit den meisten Herrenmannschaften im Spielbetrieb – Bayern, Niedersachsen und Westfalen – entsendeten zusätzlich einen zweiten Teilnehmer. Somit qualifizierten sich 24 Amateurvereine über die Verbandspokale für den nationalen Pokalwettbewerb. Die zweiten Mannschaften der Profivereine (1. und 2. Bundesliga) durften nicht am DFB-Pokal teilnehmen.
In Niedersachsen und Westfalen qualifizierten sich zusätzlich zum Pokalsieger die unterlegenen Pokalfinalisten am DFB-Pokal, in Bayern wurde der zweite Teilnehmer durch Entscheidungsspiele ermittelt: Die beiden Verlierer der Halbfinals traten in einem direkten Duell gegeneinander an, der Sieger dieser Partie traf auf den Verlierer des Pokalfinales. Der Sieger dieses Spiels qualifizierte sich dann ebenfalls für den DFB-Pokal.

## Endspielergebnisse
Die Tabelle gibt eine Übersicht über die Verbandspokal-Endspiele der Saison 2011/12. Die Mannschaften, die sich für den DFB-Pokal qualifiziert haben, sind fett dargestellt. Die Abkürzungen hinter den Vereinsnamen stehen für die Spielklassenzuordnung der gleichen Saison: 3L = 3. Fußball-Liga; RL = Regionalliga (4. Liga); OL = Oberliga (5. Liga); VL = Verbandsliga (6. Liga); LL = Landesliga (7. Liga)
| Verbandspokal-Endspiele der Saison 2011/12 | Verbandspokal-Endspiele der Saison 2011/12 | Verbandspokal-Endspiele der Saison 2011/12 | Verbandspokal-Endspiele der Saison 2011/12 | Verbandspokal-Endspiele der Saison 2011/12 | Verbandspokal-Endspiele der Saison 2011/12 |
| Verband | Pokal                                      | Austragungsort                             | Heimmannschaft                             | Gastmannschaft                             | Ergebnis                                   |
| --- | ------------------------------------------ | ------------------------------------------ | ------------------------------------------ | ------------------------------------------ | ------------------------------------------ |
| Baden | BFV-Hoepfner-Cup                           | Bammental                                  | SpVgg Neckarelz (OL)                       | FC Nöttingen (OL)                          | 0:0 n. V., 3:4 i. E.                       |
| Bayern 1 | Bayerischer Toto-Pokal                     | Eltersdorf                                 | SC Eltersdorf (OL)                         | SpVgg Unterhaching (3L)                    | 3:4                                        |
| Berlin | Berliner-Pilsner-Pokal                     | Berlin (neutraler Platz)                   | SC Gatow (VL)                              | Berliner AK 07 (RL)                        | 0:2                                        |
| Brandenburg | Brandenburgischer Landespokal              | Falkensee                                  | SV Falkensee-Finkenkrug (VL)               | SV Babelsberg 03 (3L)                      | 2:1                                        |
| Bremen | Lotto-Pokal                                | Bremen (neutraler Platz)                   | Brinkumer SV (OL)                          | FC Oberneuland (OL)                        | 0:2                                        |
| Hamburg | ODDSET-Pokal                               | Hamburg                                    | SC Victoria Hamburg (OL)                   | Germania Schnelsen (OL)                    | 2:1                                        |
| Hessen | Hessen-Pokal                               | Offenbach am Main                          | FC Ederbergland (LL)                       | Kickers Offenbach (3L)                     | 0:6                                        |
| Mecklenburg-Vorpommern | Krombacher Landespokal                     | Parchim                                    | FC Schönberg 95 (VL)                       | Sievershäger SV 1950 (VL)                  | 1:0                                        |
| Mittelrhein | FVM-Pokal                                  | Bonn                                       | FC Erftstadt (LL)                          | FC Hennef 05 (VL)                          | 0:3                                        |
| Niederrhein | Diebels-Niederrheinpokal                   | Essen                                      | Rot-Weiss Essen (RL)                       | SV Hönnepel-Niedermörmter (VL)             | 3:2                                        |
| Niedersachsen 1 | NFV-Pokal                                  | Wilhelmshaven                              | SV Wilhelmshaven (RL)                      | TSV Havelse (RL)                           | 1:2                                        |
| Rheinland | Bitburger-Rheinlandpokal                   | Emmelshausen                               | SV Roßbach/Verscheid (OL)                  | TuS Mayen (VL)                             | 2:0                                        |
| Saarland | Saarlandpokal                              | Dillingen/Saar                             | 1. FC Saarbrücken (3L)                     | Rot-Weiß Hasborn-Dautweiler (VL)           | 2:1                                        |
| Sachsen | ODDSET-Pokal                               | Hohenstein-Ernstthal                       | VfL 05 Hohenstein-Ernstthal (VL)           | Chemnitzer FC (3L)                         | 4:5 n. V.                                  |
| Sachsen-Anhalt | Krombacher-Pokal                           | Dessau-Roßlau                              | Haldensleber SC (VL)                       | Hallescher FC (RL)                         | 0:4                                        |
| Schleswig-Holstein | SHFV-Lotto-Pokal                           | Lübeck                                     | ETSV Weiche (OL)                           | VfB Lübeck (RL)                            | 2:4 n. V.                                  |
| Südbaden | SBFV-Rothaus-Pokal                         | Kehl                                       | Offenburger FV (OL)                        | SV Linx (VL)                               | 2:0                                        |
| Südwest | Bitburger-Verbandspokal                    | Idar-Oberstein                             | FK Pirmasens (OL)                          | Wormatia Worms (RL)                        | 1:4                                        |
| Thüringen | ODDSET-Landespokal                         | Meuselwitz                                 | ZFC Meuselwitz (RL)                        | FC Carl Zeiss Jena (3L)                    | 0:2                                        |
| Westfalen 1 | Krombacher-Pokal                           | Bielefeld                                  | Arminia Bielefeld (3L)                     | Preußen Münster (3L)                       | 2:0                                        |
| Württemberg | Bitburger-wfv-Pokal                        | Aalen                                      | 1. FC Heidenheim (3L)                      | SG Sonnenhof Großaspach 2 (RL)             | 2:0                                        |
| 1 Die drei Landesverbände mit den meisten Herrenmannschaften im Spielbetrieb (Bayern, Niedersachsen, Westfalen) haben zwei garantierte Startplätze im DFB-Pokal. Zur Vergabe des zweiten Startplatzes siehe oben. 2 Da sich der 1. FC Heidenheim bereits über die Ligaplatzierung für den DFB-Pokal qualifiziert hat, nimmt auch der unterlegene Pokalfinalist SG Sonnenhof Großaspach am DFB-Pokal 2012/13 teil. |                                            |                                            |                                            |                                            |                                            |